# Liste des aéroports en Eswatini

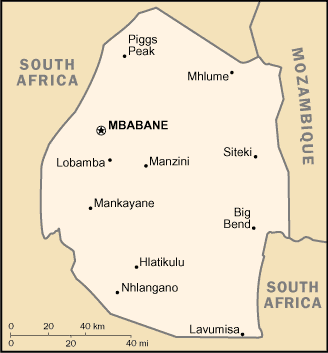
Carte d'Eswatini

Voici une liste des aéroports d'Eswatini, triés par emplacement.
L'Eswatini est un pays enclavé d'Afrique australe, bordé au nord, au sud, à l'est et à l'ouest par l'Afrique du Sud et à l'est par le Mozambique. L'Eswatini est divisé en quatre districts : Hhohho, Lubombo, Manzini et Shiselweni. La capitale d'Eswatini est Mbabane, tandis que la capitale traditionnelle et législative du pays est Lobamba.

## Aéroports
Les noms indiqués en gras indiquent que l'aéroport possède un service passagers régulier assuré par les compagnies aériennes commerciales.
La plupart des aérodromes énumérés ci-dessous ne sont pas goudronnés. Les exceptions sont l'aéroport de Matsapha et l'Aéroport international du roi Mswati III.
| Lieu          | OACI        | AITA | Nom                                      | Piste                 | Coordonnées                    |
| ------------- | ----------- | ---- | ---------------------------------------- | --------------------- | ------------------------------ |
| Big Bend      | FDBT        |      | Aérodrome de Tambuti (en)                | 800 mètres, herbe     | 26° 44′ 10″ S, 31° 46′ 35″ E   |
| Big Bend      | FDUB        |      | Aérodrome d'Ubombo Ranches (en)          | 730 mètres, sommaire  | 26° 46′ 07″ S, 31° 56′ 12″ E   |
| Bhunya        |             |      | Aérodrome de Bhunya (en)                 | 1250 mètres, gravier  | 26° 35′ 00″ S, 30° 56′ 35″ E   |
| Kubuta (en)   | FDKS / FDKB |      | Aérodrome de Kubota (en)                 | 847 mètres, herbe     | 26° 52′ 54″ S, 31° 29′ 23″ E , |
| Manzini       | FDMS        | MTS  | Aéroport de Matsapha                     | 2600 mètres, pavé     | 26° 31′ 44″ S, 31° 18′ 27″ E   |
| Manzini       | FDSK        | SHO  | Aéroport international du roi Mswati III | 3600 mètres, asphalte | 26° 21′ 24″ S, 31° 43′ 01″ E   |
| Mhlume        | FDMH        |      | Aérodrome de Mhlume (en)                 | 709 mètres, sommaire  | 26° 01′ 33″ S, 31° 48′ 36″ E   |
| Ngonini (en)  | FDNG        |      | Aérodrome de Piggs Peak (en)             | 823 mètres, sommaire  | 25° 47′ 53″ S, 31° 24′ 43″ E   |
| Nhlangano     | FDNH        |      | Aérodrome de Nhlangano (en)              | 671 mètres, sommaire  | 27° 07′ 12″ S, 31° 12′ 45″ E   |
| Nsoko (en)    | FDNS        |      | Aérodrome de Nsoko (en)                  | 671 mètres, sommaire  | 27° 01′ 06″ S, 31° 56′ 07″ E   |
| Simunye       | FDSM        |      | Aérodrome de Simunye (en)                | 1100 mètres, sommaire | 26° 11′ 46″ S, 31° 55′ 48″ E   |
| Siteki        | FDST        |      | Aérodrome de Siteki (en)                 | 1006 mètres, sommaire | 26° 28′ 19″ S, 31° 56′ 35″ E   |
| Tambankulu    | FDTM        |      | Aérodrome de Tambankulu (en)             | 875 mètres, sommaire  | 26° 06′ 22″ S, 31° 55′ 11″ E   |
| Tshaneni (en) | FDTS        |      | Aérodrome de Tshaneni (en)               | 756 mètres, sommaire  | 25° 59′ 06″ S, 31° 45′ 07″ E   |